# Stereocaulon ramulosum
Стереокаулон рамулосум (Stereocaulon ramulosum) — вид лишайників роду Стереокаулон (Stereocaulon). Сучасну біномінальну назву надано у 1797 році.

## Будова
Гіллястий пишний лишайник із сизою сланню. Темно-коричневі круглі безплідні апотеції розміщені на кінчиках гілок.

## Поширення та середовище існування
Росте в Антарктиці (Острів Маккуорі) та островах Південного океану (Південна Джорджія та Південні Сандвічеві острови).